# Bernard Ebbers
Bernard John Ebbers, mer känd som Bernie Ebbers, född 27 augusti 1941 i Edmonton, Alberta, död 2 februari 2020 i Brookhaven, Mississippi, var en kanadensisk-amerikansk affärsman. Han var med och startade företaget Worldcom samt var under några år även VD. Worldcom gick i konkurs under skandalartade former, så som USA:s hittills största. Ebbers dömdes till 25 års fängelse för sin roll i den jättesvindel på 11 miljarder dollar som ledde till att hans telekomimperium rasade samman.
Innan börsbubblan sprack var han en av USA:s mest uppburna företagsledare. 
Ebbers nekar till att ha haft något inflytande över bedrägeriet, som han menar ska ha begåtts av underlydande inom Worldcom utom hans vetskap. Under rättegången fällde han kommentaren: "I know what I don’t know. And to this day I don’t know engineering and I don’t know finance and accounting".
Tillsammans med Enronskandalen året före, utgör Worldcom det mest spektakulära bluffen, baserat på ett massivt bedrägeri på bekostnad av aktieägare och anställda.
Ebbers var symbolen för den amerikanska drömmen om klättringen till framgång och rikedom.   Efter konkursen personifierar han nu bara girighet. I september 2006 inställde han sig vid ett säkerhetsfängelse med lägsta säkerhetsklass i Oakdale, Louisiana.
Ebbers ägde 45% av ishockeylaget Jackson Bandits i East Coast Hockey League (ECHL) mellan 1999 och 2002.